# Eric Elliott
Eric Lee Elliott (26 settembre 1969) è un ex cestista e allenatore di pallacanestro statunitense naturalizzato polacco.

## Palmarès

### Squadra
- Campionato svedese: 2

Plannja Basket: 1996-97, 1998-99
- Campionato lituano: 1

Lietuvos rytas: 1999-2000
- Campionato belga: 1

Ostenda: 2001-02

### Individuale
- MVP Lega NEBL: 1

Plannja Basket: 1999